# Agrypnus sarikamisensis
Agrypnus sarikamisensis là một loài bọ cánh cứng trong họ Elateridae. Loài này được Platia, Yildirim & Kesdek miêu tả khoa học năm 2007.